# Walter A. Wood

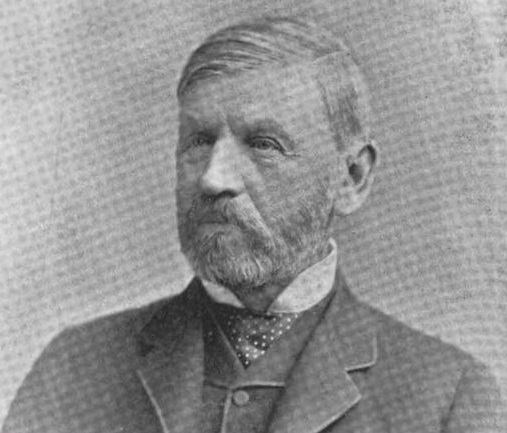
Walter Abbott Wood

Walter Abbott Wood (* 23. Oktober 1815 in Mason, New Hampshire; † 15. Januar 1892 in Hoosick Falls, New York) war ein US-amerikanischer Politiker. Zwischen 1879 und 1883 vertrat er den Bundesstaat New York im US-Repräsentantenhaus.

## Werdegang
Walter Abbott Wood wurde ungefähr acht Monate nach dem Ende des Britisch-Amerikanischen Krieges in Mason geboren. Die Familie zog 1816 nach New York und ließ sich in Rensselaerville nieder. Dort besuchte er Gemeinschaftsschulen. 1835 zog er nach Hoosick Falls, wo er einer Tätigkeit als Erfinder und Hersteller von Erntemaschinen, Rasenmähern und Mähbindern nachging. Politisch gehörte er der Republikanischen Partei an.
Bei den Kongresswahlen des Jahres 1878 für den 46. Kongress wurde Wood im 17. Wahlbezirk von New York in das US-Repräsentantenhaus in Washington, D.C. gewählt, wo er am 4. März 1879 die Nachfolge von Martin I. Townsend antrat. Er wurde einmal wiedergewählt. Da er auf eine erneute Kandidatur im Jahr 1882 verzichtete, schied er nach dem 3. März 1883 aus dem Kongress aus.
Nach seiner Kongresszeit kehrte er nach Hoosick Falls zurück und nahm wieder seine früheren Geschäftsaktivitäten auf. Am 15. Januar 1892 starb er dort und wurde auf dem Maple Grove Cemetery beigesetzt.